# Les Laurentides
Pour les articles homonymes, voir Laurentides.
Les Laurentides est une municipalité régionale de comté (MRC) de la région administrative des Laurentides au Québec (Canada). Son chef-lieu est Mont-Blanc.

## Géographie
Cette MRC est située dans le massif des Laurentides, entre les MRC d'Antoine-Labelle au nord-ouest, de la Matawinie (région de Lanaudière) au nord-est, des Pays-d'en-Haut au sud-est, d'Argenteuil au sud et de Papineau (région de l'Outaouais) au sud-ouest. Les plus hauts sommets sur son territoire sont le mont Tremblant (932 m), la montagne du Gorille(515 m) et la montagne du Caribou(440 m).

### Entités territoriales
La MRC des Laurentides est constituée de vingt municipalités locales. Son territoire inclut aussi une réserve indienne qui n'en fait pas juridiquement partie.
| Nom                          | Statut                  | Population 2021 | Superficie (km2) | Densité (h/km2) | Ref. |
| ---------------------------- | ----------------------- | --------------- | ---------------- | --------------- | ---- |
| Amherst                      | Municipalité de canton  | 1 559           | 249,4            | 6,25            |      |
| Arundel                      | Municipalité de canton  | 578             | 66,9             | 8,64            |      |
| Barkmere                     | Ville                   | 81              | 23,7             | 3,42            |      |
| Brébeuf                      | Municipalité            | 1 009           | 37,6             | 26,84           |      |
| Doncaster                    | Réserve indienne        | 0               | 78,97            | 0               |      |
| Huberdeau                    | Municipalité            | 863             | 59,5             | 14,5            |      |
| Ivry-sur-le-Lac              | Municipalité            | 391             | 34,7             | 11,27           |      |
| La Conception                | Municipalité            | 1 527           | 140,5            | 10,87           |      |
| La Minerve                   | Municipalité            | 1 421           | 328,1            | 4,33            |      |
| Labelle                      | Municipalité            | 2 765           | 216,3            | 12,78           |      |
| Lac-Supérieur                | Municipalité            | 1 972           | 385,5            | 5,12            |      |
| Lac-Tremblant-Nord           | Municipalité            | 60              | 27,4             | 2,19            |      |
| Lantier                      | Municipalité            | 891             | 48,8             | 18,26           |      |
| Mont-Blanc                   | Municipalité            | 3 780           | 129,3            | 29,23           |      |
| Mont-Tremblant               | Ville                   | 10 992          | 248,1            | 44,3            |      |
| Montcalm                     | Municipalité            | 632             | 129,3            | 4,89            |      |
| Sainte-Agathe-des-Monts      | Ville                   | 11 211          | 140,9            | 79,57           |      |
| Sainte-Lucie-des-Laurentides | Municipalité            | 1 445           | 117,2            | 12,33           |      |
| Val-David                    | Municipalité de village | 5 558           | 43,9             | 126,61          |      |
| Val-Morin                    | Municipalité            | 3 123           | 41               | 76,17           |      |
| Val-des-Lacs                 | Municipalité            | 750             | 131,6            | 5,7             |      |
| Total                        | Total                   | 50 777          | 2 599,7          | 19,53           |      |

## Démographie
| 1986   | 1991   | 1996   | 2001   | 2006   | 2011   | 2016   | 2021   |
| ------ | ------ | ------ | ------ | ------ | ------ | ------ | ------ |
| 28 594 | 31 580 | 36 335 | 38 433 | 42 896 | 45 157 | 45 902 | 50 777 |

## Administration
| Période                                  | Période  | Identité        | Étiquette                        | Qualité |
| ---------------------------------------- | -------- | --------------- | -------------------------------- | ------- |
| 2003                                     | 2013     | Ronald Provost  | Maire de Brébeuf                 |         |
| 2013                                     | 2018     | Denis Chalifoux | Maire de Sainte-Agathe-des-Monts |         |
| 2018                                     | En cours | Marc L’Heureux  | Maire de Brébeuf                 |         |
| Les données manquantes sont à compléter. |          |                 |                                  |         |

## Éducation
Commission scolaire des Laurentides

## Environnement
Les Laurentides compte plus de 796 espèces animales répertoriées (coyote, cerf, tortues, serpents, etc.).

## Jumelages
- Lardy (France)